# Молочина Мотрона Олексіївна
Мотрона Олексіївна Молочина (*5 квітня 1948, Шкарівка) — Депутат ВР УРСР 11-го скликання, занесена до Золотого Фонду Білоцерківського району.

## Біографія
Народилася 5 квітня 1948 в селі Шкарівка, Білоцерківський район на Київщині; українка; батько Пітух Олексій Федорович (1924–1986); мати Пітух Ганна Якимівна (1924–2014); Чоловік Молочин Іван Сергійович (1945); син Сергій (1968); син Михайло (1974).
У 1963 році закінчила 8 класів Шкарівської загальноосвітньої школи. 
З 1963 року почала працювати різноробочою Томилівського лісництва Білоцерківського лісгоспзагу.
У 1965 році закінчила 10 класів Шкарівської вечірньої школи.
З 1964 року — телятниця, а з 1965 року — доярка, оператор машинного доїння корів радгоспу «Білоцерківський» Білоцерківського району Київської області.
У 1974 році за високі показники надоїв молока нагороджена Орденом Трудового Червоного Прапора.
У 1979 році отримала кваліфікацію оператора машинного доїння.
Член КПРС з 1983 року.
У 1985 році була обрана Депутатом Верховної Ради УРСР 11-го скликання.
У 1985 році нагороджена Орденом Леніна.
У 1986 році як делегат XXVII з'їзду Комуністичної партії України, виступила з доповіддю.
У 2000 — занесена до «Золотого Фонду району» Білоцерківського району Київської області.
Неодноразово обиралася депутатом селищних та районних рад, нагороджувалась подяками та відзнаками за розвиток села, а також Білоцерківського району.

XXVII з'їзд КП України делегати від Київської областіXXVII з'їзд КП України делегати від Київської області
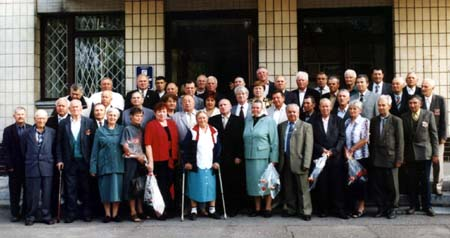
Золотий Фонд Білоцерківського району

## Нагороди та відзнаки
- Орден Трудового Червоного Прапора (1974).
- Орден Леніна (1985)